# Friedrich I. (Hessen-Homburg)

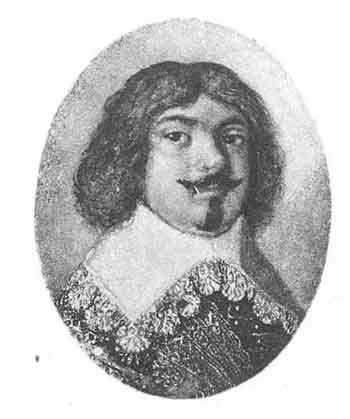
Friedrich I. von Hessen-Homburg

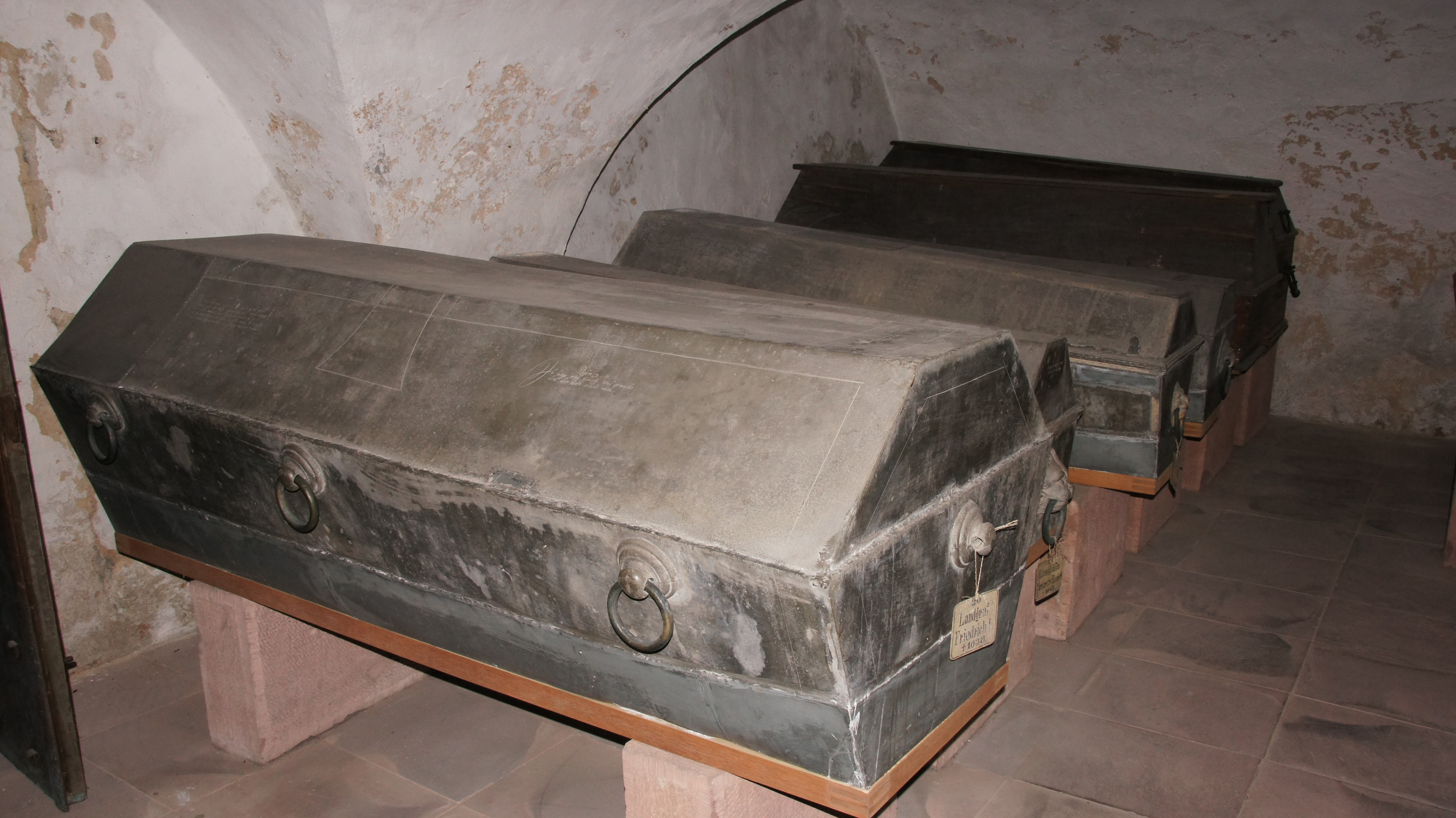
Sarg von Landgraf Friedrich I. in der Gruft des Homburger Landgrafenschlosses

Friedrich I. von Hessen-Homburg (* 5. März 1585 in  Schloss Lichtenberg; † 9. Mai 1638 in Homburg vor der Höhe) war der erste Landgraf von Hessen-Homburg und Gründer des gleichnamigen Hauses.

## Leben
Friedrich war der jüngste Sohn des Landgrafen Georg I. von Hessen-Darmstadt (1547–1596) aus dessen erster Ehe mit Magdalena (1552–1587), Tochter des Grafen Bernhard VIII. zur Lippe.
Friedrich wurde, da in Hessen-Darmstadt die Primogeniturordnung eingeführt war, 1622 mit Stadt und Amt Homburg als Paragium sowie mit einer Abfindungssumme und jährlichen Deputatgeldern ausgestattet und regierte nicht reichsunmittelbar unter den Hoheitsrechten von Hessen-Darmstadt. 1626 führte er in seinem Ländchen das Erstgeburtsrecht ein.
Einer seiner Söhne war Friedrich II. von Hessen-Homburg – der Prinz von Homburg.
Er ist in der Gruft des Bad Homburger Landgrafenschlosses begraben.

## Nachkommen
Am 10. August 1622 heiratete Friedrich I. in Butzbach Margarete Elisabeth (1604–1667), Tochter des Grafen Christoph von Leiningen-Westerburg, mit der er folgende Kinder hatte:
- Ludwig Philipp (1623–1643)
- Georg (*/† 1624)
- Wilhelm Christoph (1625–1681), Landgraf von Hessen-Homburg
 ⚭ 1. 1650 Prinzessin Sophie Eleonore von Hessen-Darmstadt (1634–1663)
 ⚭ 2. 1665 Prinzessin Anna Elisabeth von Sachsen-Lauenburg (1624–1688)
- Georg Christian (1626–1677)
⚭ 1666 Anna Katharina von Pogwisch, verw. von Ahlefeldt (1633–1694)
- Anna Margarete (1629–1686)
 ⚭  1650 Herzog Philipp Ludwig von Schleswig-Holstein-Sonderburg-Wiesenburg (1620–1689)
- Friedrich II. (1633–1708), Landgraf von Hessen-Homburg
 ⚭ 1. 1661 Gräfin Margarete Brahe, verw. Oxenstierna (1603–1669)
 ⚭ 2. 1670 Prinzessin Luise Elisabeth von Kurland (1646–1690)
 ⚭ 3. 1691 Gräfin Sophia Sibylle von Leiningen-Westerburg, verw. Gräfin von Leiningen-Dagsburg (1656–1724)